# Hermann Flebbe
Hermann Flebbe (* 6. November 1886; † 1968) war ein deutscher Historiker und Gymnasiallehrer.
Flebbe war promovierter Historiker und Studienrat in Altena. 1933/34 war er Leiter des Burggymnasiums Altena (damals Realgymnasium). Ab 1941 arbeitete er auch im Archiv der Stadtverwaltung Altena.

## Schriften
- Herausgeber: Die Chronik der Grafen von der Mark, Levold von Northof, Die Geschichtschreiber der deutschen Vorzeit, Band 99, 1956
- Quellen und Urkunden zur Geschichte der Stadt Altena, Band 1, Stadtverwaltung Altena, 1967 (Band 2, der das 17. Jahrhundert behandelt, erschien erst 2017, Flebbe hatte den Band noch vorbereitet, starb aber vor der Fertigstellung, die dann durch Roland Pieper Jahrzehnte später erfolgte)